# Trampa olipe

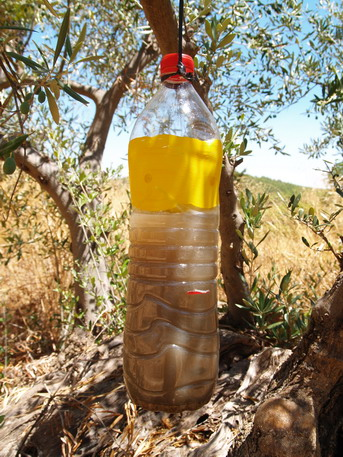
Trampa olipe cebada con fosfato biamónico y con banda amarilla pintada.

Se conoce como trampa olipe a una trampa utilizada para el control mediante el sistema denominado de captura masiva de la mosca del olivo principalmente, aunque también se puede utilizar en el control de otros dípteros que puedan llegar a ser una plaga en los cultivos agrícolas.
Es una trampa de fabricación casera, pero de una demostrada efectividad. En síntesis consiste en utilizar una botella de las normalmente usadas para contener agua mineral o refrescos que suelen ser de PET. A estas botellas se le realizan cuatro o cinco orificios de entre 5 y 8 mm de diámetro a unos 3/4 de su altura aproximadamente. Dentro de la botella hay que introducir un cebo o atrayente para que las moscas entren en ella, uno de los más utilizados es el fosfato diamónico disuelto en agua a una concentración entre el 3 y el 5%.
Las trampas así cebadas deben disponerse en la cara sur de los olivos entre las ramas evitando que les dé el sol directo. Las moscas buscando la fuente olorosa nitrogenada que desprende el atrayente, entra por los orificios dentro de la botella, al volar dentro de ella, es fácil que caiga al agua donde normalmente muere ahogada.
Un uso semejante se puede hacer para el control de la mosca de la fruta en cultivos tales como melocotón, naranja, mandarina y otros susceptibles de ser atacados por ella.
Su nombre (olipe) deriva de que este tipo de trampa fue ideada en la Cooperativa Olivarera los Pedroches, por el técnico Luis Calero Castro, en la provincia de Córdoba